# 清塘河水库
清塘河水库是中华人民共和国云南省德宏傣族景颇族自治州芒市境内的一座中型水库，位于芒市河左岸一级支流戈朗河的支流清塘河上，功能以农村人畜饮水和灌溉为主，可解决帕底工业园区生产生活用水和风平镇帕底村、新侨居民委员会17个村民小组1.2万人的饮水。2012年2月16日开工，2015年12月主体完工。清塘河水库由枢纽工程、引水工程和渠道工程组成，枢纽工程包括大坝、溢洪道和导流输水隧洞。2020年，芒市决定将清塘河水库代替芒究水库，作为城市备用水源地。